# 드룸몬디아속
드룸몬디아속(Drummondia)은 스코울레리아목에 속하는 이끼 속의 하나이다. 드룸몬디아과(Drummondiaceae)의 유일속이다.

## 하위 종
| - D. mitelloides - D. obtusifolia - D. prorepens - D. pursellii | - D. sinensis - D. thomsonii - D. turkestanica |